# لورا سانشيز
لورا سانشيز (بالإسبانية: Laura Sánchez Lopez)‏ هي عارضة وممثلة إسبانية، ولدت في 29 مايو 1979 في ألمانيا.

## وصلات خارجية
- لورا سانشيز على موقع IMDb (الإنجليزية)
- لورا سانشيز على موقع ألو سيني (الفرنسية)
- لورا سانشيز على موقع قاعدة بيانات الفيلم (الإنجليزية)